# ألتشاو
ألتشاو (بالإنجليزية: Alachua)‏ هي مدينة أمريكية تقع في ولاية فلوريدا. ويبلغ عدد سكانها 9059 نسمة حسب إحصاء سنة 2010 م 9059.

## أعلام
- ميكيلي بويد